# 캐주얼 복장

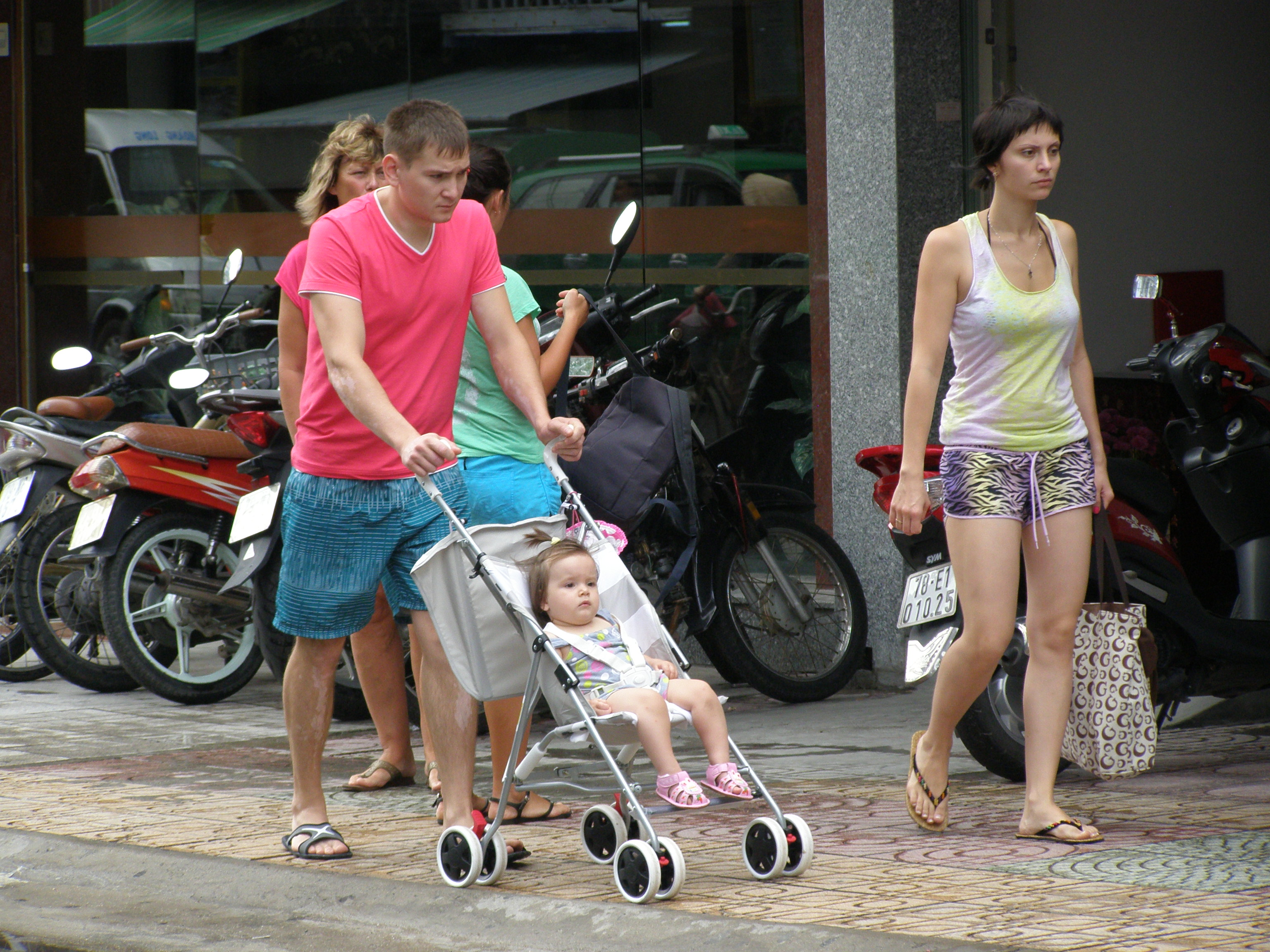

캐주얼 복장 또는 캐주얼 웨어(Casual wear)는 편안하고, 가끔씩 입는 옷이며, 즉흥적이고, 일상생활에 적합한 서양식 복장 규정이다. 캐주얼 웨어는 1960년대 반문화 이후 서양 사회에서 인기를 얻었다. 캐주얼 웨어의 편안함을 강조할 때 레저웨어 또는 라운지웨어라고 부를 수 있다.
캐주얼은 "격식을 차리지 않는다"는 의미에서 "비격식적"인 반면, 비격식적 웨어는 전통적으로 정장과 관련된 서양식 복장 규정을 의미하며, 세미 정장보다 한 단계 아래 단계이므로 캐주얼보다 더 격식을 차린 복장이다.

## 같이 보기
- 프레타포르테